# Tritneptis koebelei
Tritneptis koebelei är en stekelart som beskrevs av Charles Joseph Gahan 1938. Tritneptis koebelei ingår i släktet Tritneptis och familjen puppglanssteklar. Inga underarter finns listade i Catalogue of Life.